# پیش‌انگاری
در مطالعات معناشناسی و کاربردشناسی، پیش‌انگاری، یک فرض تلویحی درباره جهان یا اعتقاد پس‌زمینه مرتبط با پاره‌گفته‌ای است که در گفتمان صدق فرض شده‌است. معمولاً منفی‌سازی یک جمله، پیش‌انگاری آن را تغییر نمی‌دهد.